# Fjodor Kudrjasjov
Fjodor Vasiljevitj Kudrjasjov (russisk: Фёдор Васильевич Кудряшов, tr. Fjodor Vasilevitj Kudrjasjov; født 5. april 1987 i Irkutsk oblast, Sovjetunionen), er en russisk fodboldspiller (forsvarer). Han har bl.a. spillet for den russiske ligaklub Rubin Kasan, som han blev tilknyttet i 2017. Han har tidligere været tilknyttet blandt andet Spartak Moskva, FC Krasnodar og FC Rostov.

## Landshold
Kudrjasjov har (pr. november 2021) spillet 48 kampe for Ruslands landshold. Han debuterede for holdet 31. august 2016 i en venskabskamp mod Tyrkiet. Han blev udtaget til den russiske trup til VM 2018 på hjemmebane.